# Nerf scrotal antérieur
Les nerfs scrotaux antérieurs sont les branches terminales sensitives du nerf ilio-inguinal qui innervent le scrotum chez l'homme.
Les nerfs équivalents chez la femme sont les nerfs labiaux antérieurs.